# Parque nacional de Theniet El-Had
Parque nacional de Theniet El-Haâd (en árabe: الحديقة الوطنية ثنية الحد) es uno de los 10 parques nacionales del país africano de Argelia. Se encuentra ubicado en la provincia de Tissemsilt, recibe el nombre de Théniet El Haad, debido a un pueblo cercano a este parque. Cuenta con varios bosques, y se encuentra en las estribaciones del pico más alto (1.985 metros) de la Ouarsenis, una cadena montañosa en el Atlas Telliano, y el sitio donde se localiza una flora y fauna diversa. Es un destino popular para practicar senderismo.
Tiene unas 3425 ha, con un parque abierto a vastos bosques de cedros del Atlas (Cedrus atlantica) donde encontramos flores y una fauna muy diversa. 

## Descripción
El bosque de cedros de Theniet El Had se extiende sobre 3424 ha, incluidas 1000 ha de cedros. El parque nacional, creado por el decreto n ° 83-459 del 23 de julio de 1983, reemplazó al parque delimitado inicialmente sobre 1.500 ha por el decreto n ° 3766 del 3 de agosto de 1929.
El punto más alto, Ras El Braret, se eleva a 1787 m, seguido inmediatamente por Kef Siga (1784 m) caracterizado por una inmensa roca en cuya cima sobresale audazmente un gran "paraguas" de cedro. Los dos picos dominan el Rond Point des Cèdres (1461 m).
Es un gran calvero , un verdadero mar de verdor, rodeado de cedros centenarios. La belleza del sitio estuvo una vez adornada con una casa en el bosque y un chalet del mismo nombre (Chalet Jourdan), construido en 1887 por Jourdan, el delegado financiero de El Had.
Cerca de la casa del bosque, en el camino que sube hacia Kef Siga, se encuentra el famoso cedro conocido con el nombre de "Sultana" que forma con otro cedro, el "Sultán", una pareja cuyos troncos miden nada menos que 9 metros de circunferencia. Solo quedan los troncos secos, pero aún enraizados con una savia a prueba de putrefacción que los protege de la putrefacción y la descomposición.
El Meddad, otro nombre utilizado para el bosque de cedros, tiene varias fuentes ferruginosas de carbonato a 12 °, recomendadas para enfermedades de los intestinos y úlceras (Ain Harhar, Tirsout, Ouertane, Djèdj El-Ma, Sidi Abdoun - Agua sulfurosa)
El bosque de cedros de Theniet El Had es, sin duda, mucho más valor natural que económico. El cedro pertenece al “nobiliario silvestre”.
El Parque Nacional  de los Cedros trabaja, hasta el día de hoy, para preservar el sitio. Actualmente ocupa un imponente edificio, buque insignia de la arquitectura moderna construido en medio de un bosque de cedros que domina el entorno desde sus 1100 m de altura. El patio interior del hotel está decorado con un chalet construido con madera de cedro.

## Flora y fauna
Flora
Los árboles  y plantas más representados son:  el alcornoque, la encina, el quejigo andaluz, el erguén, el espino, la rosa mosqueta, el arce, el sauce, el fresno, el gamón, el carrizo, la cañaheja, la madreselva, y la lavanda. También hay musgos, líquenes y hongos.
Fauna
El parque alberga las siguientes especies de mamíferos: jabalí, gato montés, comadreja, gineta, mangosta, liebre común, conejo europeo, Jaculus orientalis erizo, puercoespín, lirón común, ratón de campo.
El parque alberga las siguientes especies de aves: milano negro, águila culebrera, halcón europeo, el ratonero moro, el  águila perdicera, el águila calzada, el águila real, el alimoche, el quebrantahuesos, el halcón borní, el halcón peregrino, la perdiz moruna, la codorniz común, la paloma doméstica, la paloma torcaz, la tórtola europea, el cuco común, el reyezuelo listado, el papamoscas semicollarado y el pico picapinos